# Rossane
Rossane (chiamata anche Rossana, Roxane, Roxana, Roxanne, Roxanna, Rukhsana, Roxandra; in greco antico: Ῥωξάνη?, Rōxànē, in antico iraniano: Raṷxšnā, "splendente, brillante"; Battriana o Sogdiana, ... – Anfipoli, 310 a.C.) è stata una principessa persiana, figlia di Ossiarte, satrapo di Battriana, e sposa nel 327 a.C. di Alessandro Magno.

## Biografia

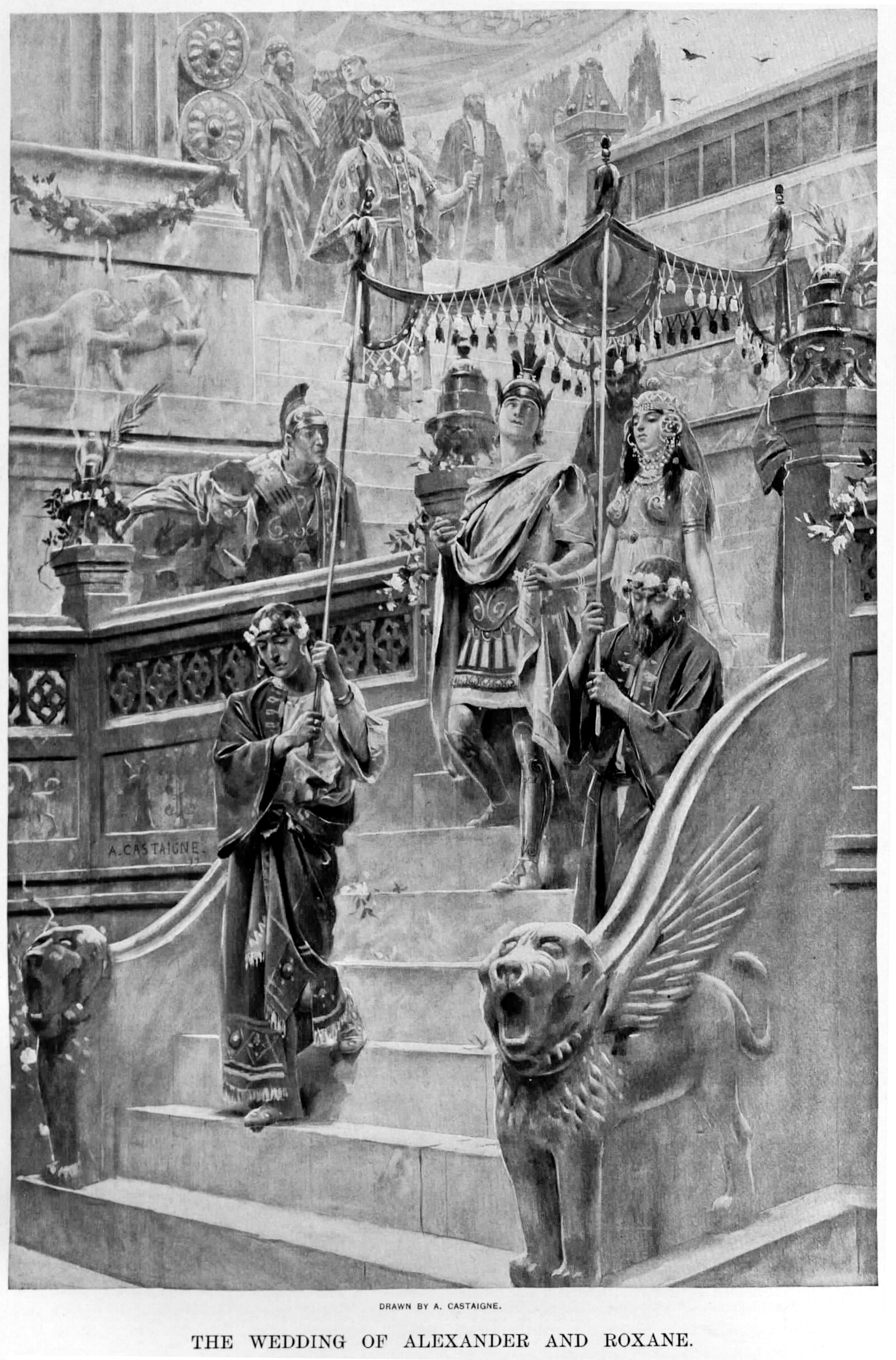
Le nozze di Rossane e Alessandro Magno, incisione di André Castaigne, 1899

Rossane nacque non oltre il 340 a.C. nella provincia persiana di Battriana o di Sogdiana. Suo padre era Ossiarte, un nobile minore che servì come satrapo di Battriana e Sogdiana. È invece ignoto chi fosse sua madre.
Suo padre fu fra coloro che tradirono e assassinarono Dario III, ultimo sovrano persiano, quando questi, ormai sconfitto, cercò di fuggire abbandonando l'impero persiano nelle mani di Alessandro Magno. Ossiarte fu invece fra coloro che resistettero fino all'ultimo ad Alessandro, anche dopo che Besso, il principale cospiratore, fu da lui catturato e giustiziato. Quando Alessandro si lanciò alla caccia degli ultimi ribelli, Ossiarte e i suoi ultimi alleati, fra cui Spitamene, si rifugiarono nella Rocca Sogdiana, giudicata imprendibile.
Tuttavia, Alessandro riuscì eccezionalmente a prendere d'assalto la fortezza e gli assediati furono costretti ad arrendersi. Dopo aver concesso loro il perdono, Alessandro prese parte a un banchetto organizzato in suo onore, dove gli venne presentata Rossane, la figlia adolescente di Ossiarte, di cui, secondo le fonti antiche, Alessandro si innamorò a prima vista. Un'altra versione vuole che Alessandro avesse catturato Rossane prima della resa del padre, che decide di arrendersi proprio dopo aver saputo del rapporto nascente fra la figlia e il nuovo sovrano. Le nozze si tennero nel 327 a.C., forse nella fortezza di Chorienes Sisimithres, secondo la maggior parte delle fonti con rito persiano piuttosto che macedone, e Alessandro annunciò di aver deciso di fare di Rossane non semplicemente la sua consorte, ma la sua regina e madre del suo erede. A testimonianza di ciò, sono state ritrovate ad Atene delle dediche di Rossane, intitolata regina di Macedonia e Persia, alla dea Atena.
I generali di Alessandro osteggiarono sia il matrimonio che la scelta di fare di Rossane la regina. Infatti, anche se il matrimonio aveva dei vantaggi politici, garantendo la lealtà dei satrapi delle regioni locali, non approvavano la scelta come loro regina di una ragazza persiana che non proveniva neppure dalla nobiltà maggiore, e tentarono invano di convincere Alessandro a tenerla eventualmente come semplice consorte, scegliendo invece come regina una nobile macedone o almeno greca.
Rossane, eccezionalmente, seguì Alessandro nelle sue successive campagne, compresa quella in India. Fu in quella regione, vicino al fiume Acesines, che nel novembre 326 a.C. partorì il loro primo figlio, che nacque morto o morì durante o poco dopo la nascita.
Quando Alessandro rientro a Susa nel 324 a.C., promosse uno dei fratelli di Rossane nella sua cavalleria d'élite.
Il 10 giugno 323 a.C., quando Rossane era nuovamente incinta di circa sei mesi, Alessandro morì improvvisamente, e immediatamente la questione del successore creò divisioni fra i suoi generali. Rossane e suo figlio non nato trovarono un alleato in Perdicca, che si batté per rimandare la questione del successore a dopo il parto, per vedere se il nascituro fosse maschio, proposta in cui fu sostenuto da Tolomeo. Nel frattempo, aiutò Rossane ad avvelenare la consorte secondaria di Alessandro, Statira II, e quella del defunto generale Efestione, Dripetis, figlie di Dario III, nel timore che anche Statira potesse essere incinta e che l'eventuale nascituro scavalcasse il suo in virtù del rango della madre, principessa persiana per nascita. Probabilmente eliminò anche, per gli stessi motivi, la terza consorte di Alessandro, Parisatide II, figlia di Artaserse III.
Tuttavia, l'esercito greco-macedone era contrario all'idea di un re per metà persiano, temendo un'ulteriore persianizzazione dei loro costumi, e insistettero per nominare re il fratellastro di Alessandro, Arrideo, che secondo le fonti era mentalmente disabile, col compromesso che se fosse nato un maschio, sarebbe stato co-sovrano fino alla maggiore età, quando avrebbe preso il potere da solo. Nel 317 a.C., però, la moglie di Arrideo, Euridice II, fece in modo di privare del diritto di successione il figlio di Rossane, che si era rivelato un maschio, chiamato Alessandro IV di Macedonia. Rossane, che fino ad allora aveva vissuto a Babilonia, fuggì allora con suo figlio in Macedonia o in Epiro, dove furono accolti da Olimpiade, madre di Alessandro, e da Cleopatra, sorella dello stesso.
Olimpiade fu assassinata nel 316 a.C. da Cassandro, reggente di Macedonia, che catturò anche Rossane e Alessandro IV, rinchiudendoli nella fortezza di Anfipoli, prigionia deprecata dal generale Antigono, che nel 311 a.C. fu promotore di un trattato di pace in cui si riaffermava il diritto di Alessandro IV al trono del padre, ma che sarebbe rimasto sotto la tutela di Cassandro fino alla maggiore età o prima, se fosse stato giudicato capace di governare da solo prima di allora, e a quel punto l'esercito chiese la liberazione dei due. Poco dopo però, iniziò anche a chiedere che Alessandro IV acquisisse la piena regalità e a sostenere che Cassandro non fosse più necessario come reggente. Per tutta risposta, nel 310 a.C., Cassandro ordinò a Glauco di Macedonia di avvelenare madre e figlio, nascondendo la cosa per mesi, fino all'estate inoltrata. Precedentemente, aveva fatto avvelenare anche Eracle, figlio illegittimo di Alessandro Magno avuto da Barsine, portando quindi all'estinzione la dinastia argeade.
In seguito, l'impero di Alessandro fu smantellato fra i suoi generali sopravvissuti, dando vita ai regni ellenistici, i quali, nel corso dei successivi tre secoli, furono a uno a uno conquistati dal nascente Impero romano.
Nel mese di ottobre 2012 gli archeologi della 28ª Soprintendenza alle Antichità hanno scoperto una tomba nella città di Amfipoli, vicino a Serres, nel nord della Grecia, che potrebbe appartenere a Rossane e Alessandro IV. La tomba, di forma circolare, misura 3 metri di altezza e ha una circonferenza di circa 500 metri.

## Cultura popolare
- Rossane compare nel film Alexander (2004), interpretata da Rosario Dawson.
- A Rossane è stato dedicato l'asteroide 317 Roxane[28].
- Nel medievale Romanzo di Alessandro, viene erroneamente indicata come figlia di Dario III, che in punto di morte acconsente al desiderio di Alessandro di sposarla[13].
- Secondo Luciano di Samosata, il pittore Aezione ottenne dall'ellanodico Proxenidas il permesso di sposare sua figlia regalandogli un suo dipinto che ritraeva le nozze di Rossane e Alessandro[13].